# Circuit Paul Ricard
Circuit Paul Ricard er et fransk motorsportsanlæg beliggende i Le Castellet, tæt ved Marseille i Provence-Alpes-Côte d'Azur. Fra 1971 til 1990 blev Frankrigs Grand Prix i Formel 1-serien i alt kørt 14 gange på banen. I dag anvendes den som en avanceret testbane, for blandt andet Formel 1-teams.

## Historie
Byggeriet af banen blev finansieret af Paul Ricard, ejer af Ricard, det senere Pernod Ricard. Første spadestik blev taget i juni 1969, ved siden af Ricards private flyveplads Aéroport du Castelle. 19. april 1970 blev den 5,81 km lange bane indviet, da et løb med 2-liters sportsvogne blev afviklet i Le Castellet. Senere på året blev der også kørt flere motorcykelløb.
I 1971 gæstede Formel 1-serien første gang banen, med skotten Jackie Stewart som en senere vinder. Sidste F1-løb blev kørt i 1990, inden Frankrigs Grand Prix blev flyttet til Magny-Cours i 1991. Siden er der blevet kørt andre mindre løbsserier på banen.
Banens ejer Paul Ricard døde i november 1997, og i maj 1999 solgte arvingerne banen for 11 millioner US-dollar, til den franske virksomhed Excelis SA, som er en del af Formel 1-chefen Bernie Ecclestones koncern Family Trust APM.
Efter købet blev der investeret et stort beløb i banen; herunder nogle vidtrækkende ændringer, så banen blev en avanceret testbane. I den forbindelse blev der indgået en aftale med Toyotas nydannede Formel 1-team, som omfattede opførelsen af eget testcenter på banens område. Fra oktober 2001 brugte Toyota de nye systemer, og fra februar 2002 blev banen også brugt af andre hold. Især i løbet af vinterpausen er Poul Ricard en populær testbane for Formel 1 team, og deltagerne i 24-timers løbet på Le Mans. Banen har blandt andet et avanceret vandingsanlæg, der gør det muligt for Formel 1's dækleverandører at bruge den til test af regnvejsdæk.

## Vindere af Formel 1 i Le Castellet
| År   | Vinder          | Konstruktør    | Tid           | Banelængde | Runder | Fart         | Dato      |
| ---- | --------------- | -------------- | ------------- | ---------- | ------ | ------------ | --------- |
| 1971 | Jackie Stewart  | Tyrrell-Ford   | 1:46:41,680 t | 5,810 km   | 55     | 179,700 km/t | 4. juli   |
| 1973 | Ronnie Peterson | Lotus-Ford     | 1:41:36,520 t | 5,810 km   | 54     | 185,264 km/t | 1. juli   |
| 1975 | Niki Lauda      | Ferrari        | 1:40:18,840 t | 5,810 km   | 54     | 187,655 km/t | 6. juli   |
| 1976 | James Hunt      | McLaren-Ford   | 1:40:58,600 t | 5,810 km   | 54     | 186,423 km/t | 4. juli   |
| 1978 | Mario Andretti  | Lotus-Ford     | 1:38:51,920 t | 5,810 km   | 54     | 190,404 km/t | 2. juli   |
| 1980 | Alan Jones      | Williams-Ford  | 1:32:43,420 t | 5,810 km   | 54     | 203,016 km/t | 29. juni  |
| 1982 | René Arnoux     | Renault        | 1:33:33,217 t | 5,810 km   | 54     | 201,215 km/t | 25. juli  |
| 1983 | Alain Prost     | Renault        | 1:34:13,913 t | 5,810 km   | 54     | 199,767 km/t | 17. april |
| 1985 | Nelson Piquet   | Brabham-BMW    | 1:31:46,266 t | 5,810 km   | 53     | 201,325 km/t | 7. juli   |
| 1986 | Nigel Mansell   | Williams-Honda | 1:37:19,272 t | 3,813 km   | 80     | 188,062 km/t | 6. juli   |
| 1987 | Nigel Mansell   | Williams-Honda | 1:37:03,839 t | 3,813 km   | 80     | 188,560 km/t | 5. juli   |
| 1988 | Alain Prost     | McLaren-Honda  | 1:37:37,328 t | 3,813 km   | 80     | 187,482 km/t | 3. juli   |
| 1989 | Alain Prost     | McLaren-Honda  | 1:38:29,411 t | 3,813 km   | 80     | 185,830 km/t | 9. juli   |
| 1990 | Alain Prost     | Ferrari        | 1:33:29,606 t | 3,813 km   | 80     | 195,761 km/t | 8. juli   |